# ロッカ・ディ・パーパ
ロッカ・ディ・パーパ（伊: Rocca di Papa）は、イタリア共和国ラツィオ州ローマ県にある、人口約18,000人の基礎自治体（コムーネ）。

## 地理

### 位置・広がり
ローマ県南東部のコムーネ。

#### 隣接コムーネ
隣接するコムーネは以下の通り。
- アルバーノ・ラツィアーレ
- アリッチャ
- アルテーナ
- カステル・ガンドルフォ
- グロッタフェッラータ
- ラリアーノ
- マリーノ
- モンテ・コンパトリ
- ネーミ
- ロッカ・プリオーラ
- ヴェッレトリ

### 気候分類・地震分類
ロッカ・ディ・パーパにおけるイタリアの気候分類 (it) および度日は、zona E, 2399 GGである。
また、イタリアの地震リスク階級 (it) では、zona 2B (sismicità media) に分類される。

## 行政

### 山岳部共同体
広域行政組織である山岳部共同体 Comunità montana Castelli Romani e Prenestini  (it) に属する。

## 歴史
12世紀の文書での街の名前は" Castrum Rocce de Papa "（「教皇の石の城」の意味）であった。ここにはローマ教皇エウゲニウス3世が住んでいた。
1541年にフランス軍と組んだピエール・ルイージ・ファルネーゼによって城は破壊された。

## 姉妹都市
- ランツベルク・アム・レヒ （ドイツ）